# Bartoszki
Bartoszki (Duits: Bartoschken; 1938-1945: Bartzdorf (Ostpr.)) is een plaats in het Poolse district  Nidzicki, woiwodschap Ermland-Mazurië. De plaats maakt deel uit van de gemeente Nidzica en telt 330 inwoners.